# Sport-Gemeinschaft Union Solingen 97 1984-1985
Questa voce raccoglie le informazioni riguardanti la Sport-Gemeinschaft Union Solingen 97 nelle competizioni ufficiali della stagione 1984-1985.

## Stagione
Nella stagione 1984-1985 l'Union Solingen, allenato da Eckhard Krautzun, concluse il campionato di 2. Bundesliga al 6º posto. In Coppa di Germania l'Union Solingen fu eliminato ai quarti di finale dal Borussia M'gladbach.

## Rosa
| N. |                     | Ruolo | Calciatore             |
| -- | ------------------- | ----- | ---------------------- |
|    | Germania (bandiera) | P     | Jörg Albracht          |
|    | Germania (bandiera) | P     | Volker Diergardt       |
|    | Germania (bandiera) | D     | Klaus-Dieter Dieckmann |
|    | Germania (bandiera) | D     | Jürgen Elm             |
|    | Germania (bandiera) | D     | Sieghard Heise         |
|    | Serbia (bandiera)   | D     | Miladin Lazic          |
|    | Germania (bandiera) | D     | Dirk Römer             |
|    | Germania (bandiera) | C     | Engelbert Buschmann    |
|    | Germania (bandiera) | C     | Udo Dettmer            |
|    | Germania (bandiera) | C     | Günter Diekmann        |
|    | Germania (bandiera) | C     | Günter Franusch        |
|    | Germania (bandiera) | C     | Peter Grünberger       |

| N. |                                 | Ruolo | Calciatore       |
| -- | ------------------------------- | ----- | ---------------- |
|    | Germania (bandiera)             | C     | Wolfgang Krüger  |
|    | Germania (bandiera)             | C     | Eddy Malura      |
|    | Germania (bandiera)             | C     | Achim Nohlen     |
|    | Germania (bandiera)             | C     | Thomas Pontzen   |
|    | Germania (bandiera)             | C     | Wolfgang Trapp   |
|    | Germania (bandiera)             | A     | Stefan Amon      |
|    | Germania (bandiera)             | A     | Manfred Dum      |
|    | Germania (bandiera)             | A     | Frank Eggeling   |
|    | Bosnia ed Erzegovina (bandiera) | A     | Demir Hotić      |
|    | Germania (bandiera)             | A     | Daniel Jurgeleit |
|    | Germania (bandiera)             | A     | Uwe Toex         |
|    | Germania (bandiera)             | A     | Jens Wengenroth  |

## Organigramma societario
Area tecnica
- Allenatore: Eckhard Krautzun
- Allenatore in seconda:
- Preparatore dei portieri:
- Preparatori atletici:

## Calciomercato

### Sessione estiva
| Acquisti | Acquisti         | Acquisti          | Acquisti |
| R.       | Nome             | da                | Modalità |
| -------- | ---------------- | ----------------- | -------- |
| C        | Wolfgang Trapp   | Kickers Offenbach |          |
| A        | Frank Eggeling   | Rot-Weiss Essen   |          |
| C        | Peter Grünberger | Bochum            |          |
| C        | Eddy Malura      | Charlottenburg    |          |

| Cessioni | Cessioni         | Cessioni     | Cessioni |
| R.       | Nome             | a            | Modalità |
| -------- | ---------------- | ------------ | -------- |
| A        | Wolfgang Schäfer | Uerdingen 05 |          |

### Sessione invernale
| Acquisti | Acquisti        | Acquisti          | Acquisti |
| R.       | Nome            | da                | Modalità |
| -------- | --------------- | ----------------- | -------- |
| C        | Günter Franusch | Kickers Offenbach |          |

| Cessioni | Cessioni | Cessioni | Cessioni |
| R.       | Nome     | a        | Modalità |
| -------- | -------- | -------- | -------- |

## Risultati

### 2. Bundesliga

#### Girone di andata
| Arbitro: | Vasel |

|                            |           |  |
| Dannenberg 57’, 72’ (rig.) | Marcatori |  |

| Arbitro: | Gabor |

|                      |           |             |
| Diekmann 15’ Dum 76’ | Marcatori | 62’ Blättel |

| Arbitro: | Barnick |

|                                |           |  |
| Höfer 1’, 11’ Sandner 51’, 60’ | Marcatori |  |

| Arbitro: | Huster |

|                                                       |           |                                           |
| Elm 3’ (rig.), 68’ (rig.) Eggeling 6’, 58’ Krüger 45’ | Marcatori | 40’ Bunk 56’ Gaedke 63’ (rig.) Kirschbaum |

| Arbitro: | Schäfer |

|               |           |                                                             |
| Oldenburg 87’ | Marcatori | 35’ Eggeling 40’ Jurgeleit 43’, 78’ Diekmann 73’ (aut.) Box |

| Arbitro: | Mierswa |

|                                              |           |                 |
| Dum 34’ Eggeling 43’ Jurgeleit 84’ Hotić 88’ | Marcatori | 49’ Burgsmüller |

| Arbitro: | Probst |

|                    |           |              |
| Hach 47’ Poqué 65’ | Marcatori | 14’, 55’ Dum |

| Arbitro: | Assenmacher |

|           |           |  |
| Römer 39’ | Marcatori |  |

| Arbitro: | Barnick |

|  |           |           |
|  | Marcatori | 34’ Hotić |

| Arbitro: | Hontheim |

|           |           |  |
| Hotić 89’ | Marcatori |  |

| Arbitro: | Diekert |

|                |           |                                             |
| Elm 87’ (rig.) | Marcatori | 4’ Dooley 74’ (rig.), 90’ (rig.) Schwickert |

| Arbitro: | Niebergall |

|                                   |           |                    |
| Kuhl 1’, 77’ Lachmann 7’ Emig 27’ | Marcatori | 10’ Krüger 71’ Dum |

| Arbitro: | Kriegelstein |

|  |           |                      |
|  | Marcatori | 28’ Knauf 89’ Traser |

| Arbitro: | Dellwing |

|                                           |           |                           |
| Clute-Simon 21’ Glöde 66’ Grillemeier 90’ | Marcatori | 53’ (rig.), 75’ Jurgeleit |

| Arbitro: | Eli |

|                                           |           |                    |
| Eggeling 10’ Jurgeleit 44’ (rig.) Dum 57’ | Marcatori | 35’ Gue 50’ Giesel |

| Arbitro: | Kost |

|                       |           |              |
| Nitsche 31’ Geyer 81’ | Marcatori | 83’ Eggeling |

| Arbitro: | Kasperowski |

|              |           |               |
| Eggeling 56’ | Marcatori | 33’ Abramczik |

| Friburgo in Brisgovia 1º dicembre 1984, ore 15:00 CET 18ª giornata | Friburgo | 0 – 0 referto | Union Solingen | Dreisamstadion (1 150 spett.)\| Arbitro: \| Brückner \| |
| Arbitro:                                                           | Brückner |               |                |                                                         |

| Arbitro: | Kasperowski |

|                                                          |           |          |
| Werres 7’ (aut.) Elm 45’ (rig.), 52’ (rig.) Diekmann 75’ | Marcatori | 62’ Gede |

#### Girone di ritorno
| Arbitro: | Steffens |

|           |           |            |
| Hotić 76’ | Marcatori | 85’ Remark |

| Arbitro: | Ermer |

|                                          |           |  |
| Demange 31’ Blättel 51’ Lazic 82’ (aut.) | Marcatori |  |

| Arbitro: | Broska |

|                              |           |               |
| Elm 55’ (rig.) Buschmann 83’ | Marcatori | 24’ Grünewald |

| Arbitro: | Hontheim |

|                            |           |  |
| Bunk 49’, 71’ Schweger 82’ | Marcatori |  |

| Arbitro: | Werner |

|               |           |                                   |
| Buschmann 50’ | Marcatori | 21’ Wenzel 23’ Nogly 35’ Beermann |

| Arbitro: | Reinstädtler |

|                                                                        |           |               |
| Krella 30’ Dauber 50’ Schneider 52’ Eickels 54’ Burgsmüller 90’ (rig.) | Marcatori | 69’ Buschmann |

| Arbitro: | Heitmann |

|                                        |           |             |
| Elm 70’ (rig.) Buschmann 82’ Hotić 90’ | Marcatori | 85’ Brandts |

| Arbitro: | Assenmacher |

|  |           |              |
|  | Marcatori | 8’ Jurgeleit |

| Arbitro: | Retzmann |

|                                  |           |  |
| Kubanczyk 3’ (aut.) Eggeling 59’ | Marcatori |  |

| Arbitro: | Correll |

|                                 |           |  |
| Kowarz 12’ Hahn 64’ Schopen 84’ | Marcatori |  |

| Arbitro: | Eli |

|                                                         |           |                                      |
| Freiler 11’ Mörsdorf 20’ Dais 47’ Schwickert 70’ (rig.) | Marcatori | 33’ Eggeling 54’ Buschmann 57’ Hotić |

| Arbitro: | Kriegelstein |

|            |           |                                     |
| Malura 63’ | Marcatori | 53’ Kuhl 85’ Sánchez 88’ Zimmermann |

| Arbitro: | Scheuerer |

|                                                                              |           |  |
| Deuerling 9’ Panierschky 11’ Cestonaro 17’, 81’ Knauf 41’ (rig.), 68’ (rig.) | Marcatori |  |

| Arbitro: | Kost |

|                                       |           |  |
| Jurgeleit 38’ Buschmann 68’ Hotić 90’ | Marcatori |  |

| Arbitro: | Amerell |

|                 |           |                      |
| Gerber 19’, 71’ | Marcatori | 14’ Malura 86’ Hotić |

| Arbitro: | Kautschor |

|                   |           |                    |
| Hotić 57’ Dum 82’ | Marcatori | 62’ (rig.) Bittorf |

| Arbitro: | Waltert |

|  |           |                    |
|  | Marcatori | 18’, 37’ Buschmann |

| Arbitro: | Mierswa |

|                               |           |               |
| Elm 21’ (rig.) Hotić 88’, 90’ | Marcatori | 66’ Pilipović |

| Arbitro: | Schäfer |

|               |           |                |
| Kirschner 88’ | Marcatori | 56’, 90’ Hotić |

### Coppa di Germania
| Arbitro: | Retzmann |

|                   |           |                                             |
| Freese 73’ (rig.) | Marcatori | 6’, 20’ Hotić 46’ Dum 49’ (aut.) Glindemann |

| Arbitro: | Hellwig |

|              |           |                  |
| Gebhardt 59’ | Marcatori | 5’ Dum 77’ Römer |

| Arbitro: | Kasper |

|  |           |                                                                 |
|  | Marcatori | 11’, 62’, 77’ Jurgeleit 29’, 72’, 79’ Dum 59’ Trapp 84’ Dettmer |

| Arbitro: | Wiesel |

|              |           |                    |
| Diekmann 52’ | Marcatori | 44’ Bruns 66’ Rahn |

## Statistiche

### Statistiche di squadra
| Competizione      | Punti | In casa | In casa | In casa | In casa | In casa | In casa | In trasferta | In trasferta | In trasferta | In trasferta | In trasferta | In trasferta | Totale | Totale | Totale | Totale | Totale | Totale | DR  |
| Competizione      | Punti | G       | V       | N       | P       | Gf      | Gs      | G            | V            | N            | P            | Gf           | Gs           | G      | V      | N      | P      | Gf     | Gs     | DR  |
| ----------------- | ----- | ------- | ------- | ------- | ------- | ------- | ------- | ------------ | ------------ | ------------ | ------------ | ------------ | ------------ | ------ | ------ | ------ | ------ | ------ | ------ | --- |
| 2. Bundesliga     | 41    | 19      | 13      | 2       | 4       | 40      | 25      | 19           | 5            | 3            | 11           | 24           | 45           | 38     | 18     | 5      | 15     | 64     | 70     | -6  |
| Coppa di Germania | -     | 1       | 0       | 0       | 1       | 1       | 2       | 3            | 3            | 0            | 0            | 14           | 2            | 4      | 3      | 0      | 1      | 15     | 4      | +11 |
| Totale            | 41    | 20      | 13      | 2       | 5       | 41      | 27      | 22           | 8            | 3            | 11           | 38           | 47           | 42     | 21     | 5      | 16     | 79     | 74     | +5  |

### Andamento in campionato
| Giornata  | 1  | 2  | 3  | 4  | 5 | 6 | 7 | 8 | 9 | 10 | 11 | 12 | 13 | 14 | 15 | 16 | 17 | 18 | 19 | 20 | 21 | 22 | 23 | 24 | 25 | 26 | 27 | 28 | 29 | 30 | 31 | 32 | 33 | 34 | 35 | 36 | 37 | 38 |
| --------- | -- | -- | -- | -- | - | - | - | - | - | -- | -- | -- | -- | -- | -- | -- | -- | -- | -- | -- | -- | -- | -- | -- | -- | -- | -- | -- | -- | -- | -- | -- | -- | -- | -- | -- | -- | -- |
| Luogo     | T  | C  | T  | C  | T | C | T | C | T | C  | C  | T  | C  | T  | C  | T  | C  | T  | C  | C  | T  | C  | T  | C  | T  | C  | T  | C  | T  | T  | C  | T  | C  | T  | C  | T  | C  | T  |
| Risultato | P  | V  | P  | V  | V | V | N | V | V | V  | P  | P  | P  | P  | V  | P  | N  | N  | V  | N  | P  | V  | P  | P  | P  | V  | V  | V  | P  | P  | P  | P  | V  | N  | V  | V  | V  | V  |
| Posizione | 17 | 12 | 15 | 12 | 5 | 2 | 5 | 1 | 1 | 2  | 5  | 6  | 7  | 9  | 7  | 8  | 8  | 8  | 7  | 8  | 8  | 8  | 8  | 8  | 10 | 10 | 8  | 7  | 7  | 9  | 12 | 14 | 11 | 12 | 10 | 8  | 6  | 6  |

Legenda:

Luogo: C = Casa; T = Trasferta. Risultato: V = Vittoria; N = Pareggio; P = Sconfitta.

### Statistiche dei giocatori
| Giocatore     | 2. Bundesliga | 2. Bundesliga | 2. Bundesliga | 2. Bundesliga | Coppa di Germania | Coppa di Germania | Coppa di Germania | Coppa di Germania | Totale   | Totale | Totale      | Totale     |
| Giocatore     | Presenze      | Reti          | Ammonizioni   | Espulsioni    | Presenze          | Reti              | Ammonizioni       | Espulsioni        | Presenze | Reti   | Ammonizioni | Espulsioni |
| ------------- | ------------- | ------------- | ------------- | ------------- | ----------------- | ----------------- | ----------------- | ----------------- | -------- | ------ | ----------- | ---------- |
| J. Albracht   | 0             | 0             | 0             | 0             | 0                 | 0                 | 0                 | 0                 | 0        | 0      | 0           | 0          |
| S. Amon       | 1             | 0             | 0             | 0             | 0                 | 0                 | 0                 | 0                 | 1        | 0      | 0           | 0          |
| E. Buschmann  | 25            | 8             | 2             | 0             | 3                 | 0                 | 0                 | 0                 | 28       | 8      | 2           | 0          |
| U. Dettmer    | 15            | 0             | 0             | 0             | 2                 | 1                 | 0                 | 0                 | 17       | 1      | 0           | 0          |
| K. Dieckmann  | 32            | 0             | 3             | 0             | 4                 | 0                 | 0                 | 0                 | 36       | 0      | 3           | 0          |
| G. Diekmann   | 37            | 4             | 7             | 0             | 3                 | 1                 | 0                 | 0                 | 40       | 5      | 7           | 0          |
| V. Diergardt  | 38            | 0             | 1             | 0             | 4                 | 0                 | 0                 | 0                 | 42       | 0      | 1           | 0          |
| M. Dum        | 36            | 7             | 4             | 0             | 4                 | 5                 | 0                 | 0                 | 40       | 12     | 4           | 0          |
| F. Eggeling   | 27            | 9             | 0             | 0             | 4                 | 0                 | 0                 | 0                 | 31       | 9      | 0           | 0          |
| J. Elm        | 35            | 8             | 3             | 0             | 3                 | 0                 | 1                 | 0                 | 38       | 8      | 4           | 0          |
| G. Franusch   | 18            | 0             | 3             | 0             | 2                 | 0                 | 1                 | 0                 | 20       | 0      | 4           | 0          |
| P. Grünberger | 7             | 0             | 0             | 0             | 0                 | 0                 | 0                 | 0                 | 7        | 0      | 0           | 0          |
| S. Heise      | 10            | 0             | 2             | 0             | 0                 | 0                 | 0                 | 0                 | 10       | 0      | 2           | 0          |
| D. Hotić      | 35            | 13            | 3             | 0             | 3                 | 2                 | 1                 | 1                 | 38       | 15     | 4           | 1          |
| D. Jurgeleit  | 35            | 7             | 0             | 0             | 4                 | 3                 | 0                 | 0                 | 39       | 10     | 0           | 0          |
| W. Krüger     | 17            | 2             | 3             | 0             | 2                 | 0                 | 0                 | 0                 | 19       | 2      | 3           | 0          |
| M. Lazic      | 26            | 0             | 3             | 0             | 2                 | 0                 | 0                 | 0                 | 28       | 0      | 3           | 0          |
| E. Malura     | 38            | 2             | 3             | 0             | 4                 | 0                 | 0                 | 0                 | 42       | 2      | 3           | 0          |
| A. Nohlen     | 4             | 0             | 1             | 0             | 1                 | 0                 | 0                 | 0                 | 5        | 0      | 1           | 0          |
| T. Pontzen    | 5             | 0             | 2             | 0             | 0                 | 0                 | 0                 | 0                 | 5        | 0      | 2           | 0          |
| D. Römer      | 37            | 1             | 6             | 0             | 4                 | 1                 | 0                 | 0                 | 41       | 2      | 6           | 0          |
| U. Toex       | 1             | 0             | 0             | 0             | 0                 | 0                 | 0                 | 0                 | 1        | 0      | 0           | 0          |
| W. Trapp      | 9             | 0             | 3             | 0             | 3                 | 1                 | 1                 | 0                 | 12       | 1      | 4           | 0          |
| J. Wengenroth | 1             | 0             | 0             | 0             | 0                 | 0                 | 0                 | 0                 | 1        | 0      | 0           | 0          |